# Triancyra paula
Triancyra paula là một loài tò vò trong họ Ichneumonidae.